# Olena Leonyigyivna Lukas
Olena Leonyigyivna Lukas (ukránul: Олена Леонідівна Лукаш; Rîbnița, Moldova, 1976. november 12. –) ukrán jogász, politikus. 2006–2007-ben, valamint 2007 novemberétől 2010 márciusáig parlamenti képviselő, a Régiók Pártja frakciójának tagja volt. 2010. március 4-étől 2011-ig az Ukrán Elnöki Adminisztráció helyettes vezetője volt.

## Élete

### Szakmai karrierje
A moldovai – jelenleg a Dnyeszter Menti Köztársaság fennhatósága alatt lévő – Rîbnițában született. Gyermek- és ifjúkorát a Luhanszki területen található Szjevjerodoneckben töltötte, ahol 1977–1995 között élt. 2000-ben szerzett jogi végzettséget az Ukrán Szakszervezeti Szövetség (FPU) Munkaügyi és Szociális Kapcsolatok Akadémiáján (APSZV), majd 2001 áprilisában kapott engedélyt jogászi tevékenység végzésére. 2000 májusától 2001 szeptemberéig jogászként dolgozott. 2001 végétől 2003 márciusáig egy jogi cég, az Imenem Zakonu (a Jog Nevében) ügynökség igazgatója volt, majd 2004 márciusa és 2005 júniusa között az Ukrán Külkereskedelmi Akadémia előadójaként tevékenykedett. Ezt követően 2005 novemberéig a Libera jogi cégnél dolgozott jogászként.

### Politikai tevékenysége
A narancsos forradalom idején, 2004 novemberében és decemberében mint Viktor Janukovics akkori elnökjelölt képviselője részt vett az elnökválasztás első két fordulójában elkövetett választási csalásokkal kapcsolatban az ukrán Legfelsőbb Bíróságon indított eljárásban.
A 2006. márciusi ukrajnai parlamenti választáson párton kívüliként a Régiók Pártja pártlistájának 26. helyéről bejutott az Ukrán Legfelsőbb Tanácsba. A parlament 2007. januári feloszlatásáig a Régiók Pártja frakciójának tagjaként parlamenti képviselőként tevékenykedett, képviselői mandátuma 2007. január 11-én szűnt meg. A Legfelsőbb Tanácsban a hajózási jogi kérdésekért felelős parlamenti bizottság hajóépítési és a hajók jogállásával foglalkozó albizottságának elnöke volt.
2006 novemberétől 2007 novemberéig, Viktor Janukovics második kormánya idején első miniszter-helyettesi rangban az Ukrán Miniszteri Kabinet Titkárságához tartozó Jogi Igazgatóságot is vezette
A 2007. szeptember 30-ai időközi parlamenti választáson ismét képviselői mandátumhoz jutott a Régiók Pártja pártlistájának 27. helyéről. A parlamentben 2007 decemberétől a jogpolitikai bizottság titkára.
Viktor Janukovics elnökké választása után 2010. március 4-én az Ukrán Elnöki Adminisztráció (elnöki hivatal) vezetőjének első helyettesévé, valamint Ukrajna elnökének az Alkotmánybírósághoz delegált képviselőjévé nevezték ki. Kinevezését követően, 2010. március 10-én lemondott parlamenti mandátumáról.

## Magánélete
Férje, Hrihorij Illjasov 2010-től 2014-ig az Ukrán Külső Hírszerző Szolgálat (SZZRU) elnöke volt. Egy közös gyermekük van, Marija (sz. 2009).